# 新宅永灯至
新宅永灯至（日语：／ Shintaku Hisatoshi，1957年12月20日—），原名新宅雅也（日语：／ Shintaku Masanari），日本田径运动员。他曾获得1978年亚洲运动会男子3000米障碍金牌，1982年亚洲运动会男子5000米金牌和1986年亚洲运动会男子10000米金牌。